# 전자식 매대 표시기

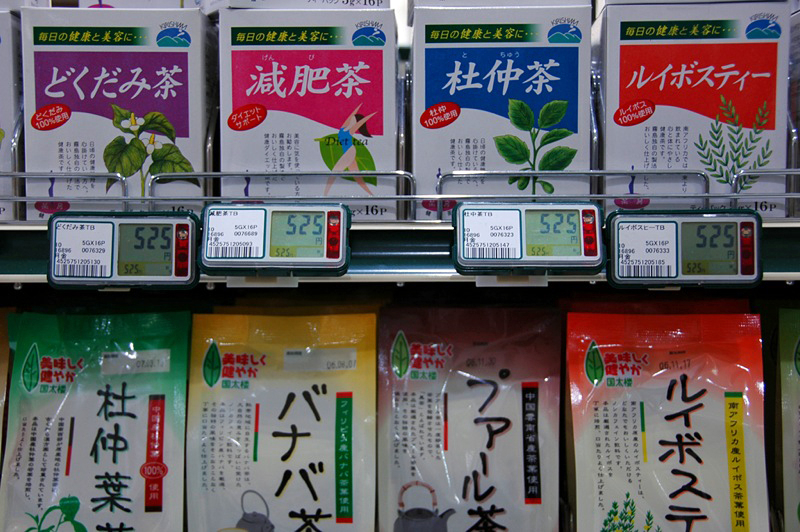
도쿄도의 전자식 매대 표시기.

전자식 매대 표시기(electronic shelf label, ESL) 시스템은 매대에 제품 가격을 표시하기 위해 소매업자들이 사용하는 것이다. 가격이 중앙 통제 서버로부터 변화될 때마다 제품 가격은 자동으로 갱신된다. 일반적으로 전자식 표시 모듈은 매대 전면부에 부착된다.
ESL 시장은 2024년 글로벌 ESL이 16% 이상의 CAGR을 달성할 것으로 예측된다. ESL 최종 사용자 대부분은 소매 산업에 속한다. 사용자의 범위는 잡화점 시장, 하드웨어 가게, 스포츠 장비, 가구, 소비 제품, 전자 및 다목적 기구 등으로 다양하다. 이 상승 전망은 시간이 지남에 따라 가격 감소로 인해 ESL을 소매 체인점들이 더 쉽게 이용할 수 있게 됨으로써 ESL의 채택이 증가하는 것에 기인한다. 소매 산업에 사물인터넷 기술이 포함되는 일이 빠르게 증가함과 함께 북아메리카에서만 소매업자 중 79% 이상이 ESL 및 피플 카운터에 투자하고 있다. 북아메리카의 이 소매업자들 가운데 72%는 자신들의 상점의 ESL 채택을 통해 공급망 관리 재투자를 계획 중에 있으므로 ESL의 시장 성장을 가속할 것으로 전망된다. 추가 연구에 따르면 유럽은 현재 규모 면에서 ESL 시장을 지배하고 있으며 2017년 기준 전체 시장 점유율 중 1/3 이상을 차지하는데 이는 해당 지역의 국내 및 다국적 소매업자들의 강한 영향력에 기인한다. APAC의 시장의 경우 전망 기간 중 최고의 CAGR의 성장을 보일 것으로 예측된다. APAC 지역의 ESL 시장은 중화인민공화국, 일본, 오스트레일리아, 싱가포르, 대한민국 및 해당 지역의 나머지 지역들로 세분화된다. 상당한 시장 영향력을 지닌 저명한 국가들로는 중국, 일본, 오스트레일리아, 싱가포르, 대한민국에 한정된다. 게다가 해당 지역의 대규모 소매업자들의 확장을 통해 시장의 높은 성장률이 예측된다. ABI 리서치가 주도하는 한 연구에 따르면 글로벌 ESL 시장은 2019년 20억 미국 달러에 이른다.